# Beania admiranda
Beania admiranda is een mosdiertjessoort uit de familie van de Beaniidae. De wetenschappelijke naam van de soort is voor het eerst geldig gepubliceerd in 1863 door Packard.